# チェーン・ホーム
チェーン・ホーム（英語: Chain Home）は、イギリス空軍で採用された早期警戒用レーダーである。
AMES Ⅰ型をチェーン・ホーム、低空用のAMES Ⅱ型をチェーン・ホーム・ロウ（英語: Chain Home Low）と呼んだ。

## 概要

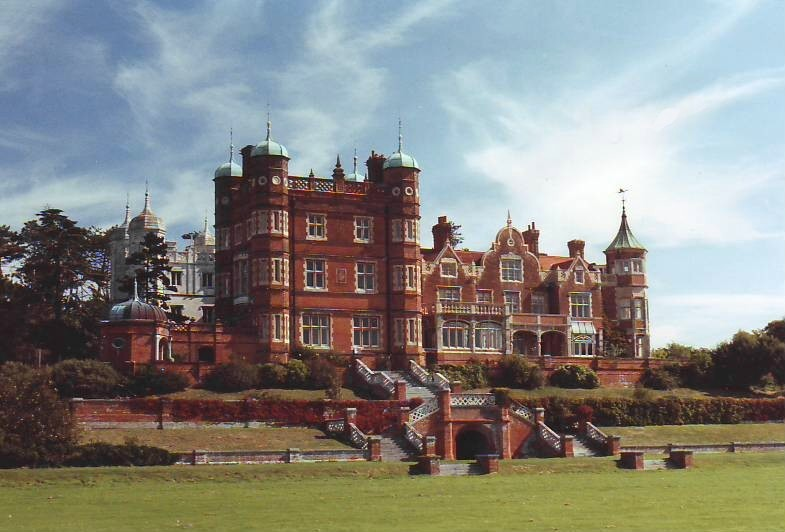
1936年以降、開発の拠点となったボーゼイ・マナー

英国では1925年にイギリス防空隊（ADGB）が創設され、目視情報をADGB司令部で集約する、最初期の警戒網が築かれていた。目視の限界から、英空軍省がワトソン・ワットに依頼し、電子的な反響を利用した探知装置、すなわちレーダーが開発された。
これは空軍省実験所（英語: Air Ministry Experimental Station、AMES）の略称から、AMES Ⅰ型と指定された。ただし目標までの方位角を探知できない欠点があり、また情報秘匿の観点からも「無線方向探知機」(英語: Radio Direction Finding、RDF)と通称された。欠点は複数のレーダーによって三角測量を行うことで補完した。
1940年7月までにAMES Ⅰ型によるチェーン・ホーム（CH）20局とこれを補完する低空用AMES Ⅱ型によるチェーン・ホーム・ロウ（CHL）30局が整備され、世界最高水準の防空体制が整い、同年夏のバトル・オブ・ブリテンで多大な貢献を果たした。
- AMES Ⅰ型（1945年5月、サフォーク）
- 移動型チェーン・ホーム（第二次世界大戦中）
- 2012年撮影、北アイルランド・ラウス県

## チェーン・ホームと運用

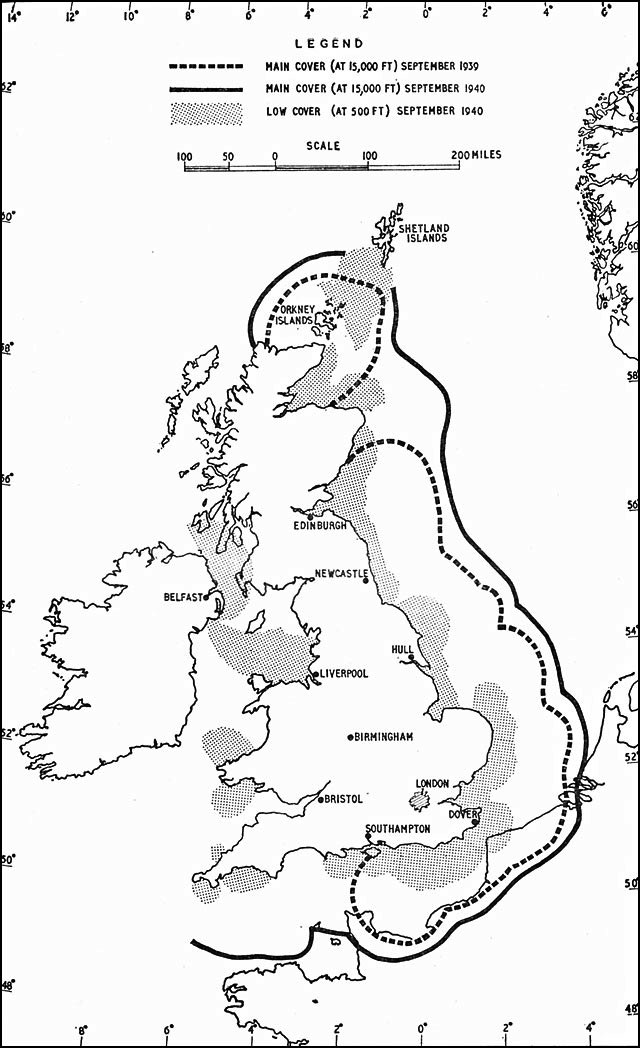
1939～1940年のレーダー覆域
点線：1939年9月・高度1万5000ft
実線：1940年9月・高度1万5000ft
網掛：1940年9月・高度500ft

AMES Ⅰ型は、ビーム幅が水平方向100度で、垂直方向仰角5度での感度が良好だったため、高空監視用として用いられた。また送信用（高さ360ft）と受信用（高さ240ft）が異なるバイスタティック・レーダーだった。しかし、1938年の演習において仰角2度以下の探知ができない欠点が明らかとなり、英海軍省が用いた360度回転式レーダーを、低高度用のAMES Ⅱ型として採用し、Ⅰ型の欠点を補完した。Ⅱ型もⅠ型同様のバイスタティック・レーダーであり、送受信用が同期して回転した。
グレートブリテン島南部は海に面した開けた地形で、レーダー配備に適した地形だった。
前述の通り英軍がレーダー配備を推進する中、ドイツ軍は1939年に巨大な装置であるチェーン・ホームを偵察したがレーダーの存在を突き止めるには至らなかった。翌1940年6月にレーダー装置であることを認知すると、7月にはカレーに妨害装置を設置したが、出力が弱く十分な効果は与えられなかった。
英国のチェーン・ホーム警戒網の優れていた点は、未だ初歩的な段階でしかないレーダー網自体より、そこから得られる情報を有効に活用した運用面だった。CHL局は、探知情報を最寄りのCH局に電話で報告する。さらにCH局が戦闘機軍団司令部フィルター室に報告し、重要度の判定及び敵味方識別を行った後、同作戦室にこれをプロッターたちが巨大な地図上に航空部隊等を意味するマーカー（兵棋）を移動させて、現況を図示した。
また、早期警戒用レーダーとして設置されたが、精度5マイルの要撃管制用としても用いることができた。当時は航空機搭載用レーダーが未発達で、夜間・荒天時の地上からの要撃管制が重要な役割を持った
- チェーン・ホーム付近を通過する独軍戦闘機Me109（1940年、ケント）
- CH局の女性オペレーター（1945年5月、ボーゼイ）